# Hanaoka Seishū
En aquest nom japonès, el cognom és Hanaoka.
Hanaoka Seishū (japonès: 華岡青洲)  (districte de Naga, 30 de novembre de 1760 - Japó, 21 de novembre de 1835) fou un cirurgià japonès del Període Edo amb coneixements de medicina herbolària xinesa, així com de tècniques quirúrgiques occidents que havia après a través del Rangaku (literalment 'estudis holandesos', i per extensió 'estudis occidentals'). Es diu que Hanaoka fou el primer que va dur a terme una operació quirúrgica utilitzant anestèsia general.

## Història
Hanaoka va estudiar medicina a Kyoto, i es va convertir en metge a la prefectura de Wakayama, situada prop d'Osaka, on va néixer. Seishu Hanaoka va aprendre la medicina tradicional japonesa, així com cirurgia europea procedent d'Holanda. A causa de l'autoimposada política d'aïllament de la nació del Sakoku,pocs textos mèdics estrangers eren permesos al Japó en aquest moment. Això limitava l'exposició de Hanaoka i altres metges japonesos als avenços mèdics occidentals.
Hanaoka, potser el cirurgià japonès més notable del període Edo, era famós per la combinació de cirurgia holandesa i japonesa i la introducció de tècniques quirúrgiques modernes per Japó. Hanaoka operà amb èxit d'hidrocele, fístula anal, i fins i tot va dur a terme certs tipus de cirurgia plàstica. Va ser el primer cirurgià al món que utilitzà l'anestèsia general en cirurgia i que es va atrevir a operar càncers de mama i orofaringe, a eliminar os necròtic, i a dur a terme amputacions d'extremitats al Japó.

## Hua Tuo i mafeisan

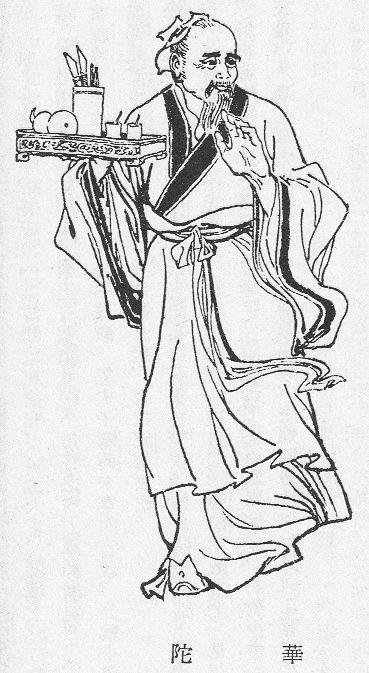
Hua Tuo, cirurgià xinès circa 200 AD

Hua Tuo (華佗, ca.145-220) fou un cirurgià xinès del segle ii. Segons els Registres dels Tres Regnes (ca. 270 AD) i el Llibre del Han Tardà (ca. 430 AD), Hua Tuo va dur a terme operacions quirúrgiques amb anestèsia general usant una fórmula que havia desenvolupat mesclant vi amb extractes d'herbes que va anomenar mafeisan (麻沸散). S'ha dit que Hua Tuo utilitzà el mafeisan per realitzar fins i tot les operacions més importants, com ara la resecció d'intestins gangrenosos. Abans de la cirurgia, administrava una poció anestèsica oral, probablement dissolta en vi, per tal d'induir un estat d'inconsciència i bloqueig neuromuscular parcial.
La composició exacta del mafeisan, a l'igual de tot el coneixement clínic de Hua Tuo, es va perdre quan va cremar els seus manuscrits, just abans de la seva mort. La composició de la pols anestèsica no s'esmenta ni en els Registres dels Tres Regnes ni en el Llibre del Han Tardà. Perquè els ensenyaments confucians consideren el cos com a sagrat i la cirurgia es considera una forma de mutilació del cos, la cirurgia es desaconsellava en l'antiga Xina. A causa d'això, malgrat l'èxit reportat de Hua Tuo amb l'anestèsia general, la pràctica de la cirurgia a l'antiga Xina va acabar amb la seva mort.
El nom mafeisan combina ma (麻, que significa 'cànnabis, cànem, entumit o formigueig'), fei (沸, que significa 'bullint o bombollejant'), i san (散, que significa 'trencar o dispersar', o 'medicina en forma de pols'). Per tant, la paraula mafeisan probablement significa alguna cosa així com 'cànnabis en pols bullit'. Molts sinòlegs i estudiosos de la medicina tradicional xinesa han aventurat la composició de la pols de mafeisan de Hua Tuo, però els components exactes encara no estan clars. Es creu que la seva fórmula pot haver contingut una combinació de:
- bai zhi (Angelica dahurica),
- cao wu (草烏, Aconitum kusnezoffii, Aconitum kusnezoffii, Acònit de Kusnezoff  o arrel d'acònit),
- chuān xiōng (Ligusticum wallichii, o api de Szechuan),
- dong quai (Angelica sinensis, o «ginseng femella»),
- wu tou (烏頭, Aconitum carmichaelii, rizoma d'aconitum, o «acònit xinès»),
- yang jin hua (洋金花, Flos Daturae metelis, o Datura stramonium, estramoni, herba talpera, castanya talpera, herba de l'asma o herba de l'ofec),
- ya pu lu (Mandragora officinarum)
- flor de rododendre, i
- arrel de gessamí.

D'altres han suggerit que la poció pot també haver contingut haixix, bhang, shang-luh, o opi. Victor H. Mair escrigué que mafei «sembla una transcripció d'alguna paraula indoeuropea relacionada amb morfina». Alguns autors creuen que Hua Tuo podria haver descobert l'analgèsia quirúrgica per acupuntura, i que el mafeisan no hi tenia res a veure amb o era simplement un complement de la seva estratègia per a anestesiar. Molts metges han intentat recrear la mateixa fórmula sobre la base dels registres històrics, però cap no ha aconseguit la mateixa eficàcia clínica de Hua Tuo. En qualsevol cas, la fórmula de Hua Tuo no sembla efectiva per a les operacions majors.

## Formulació del tsūsensan

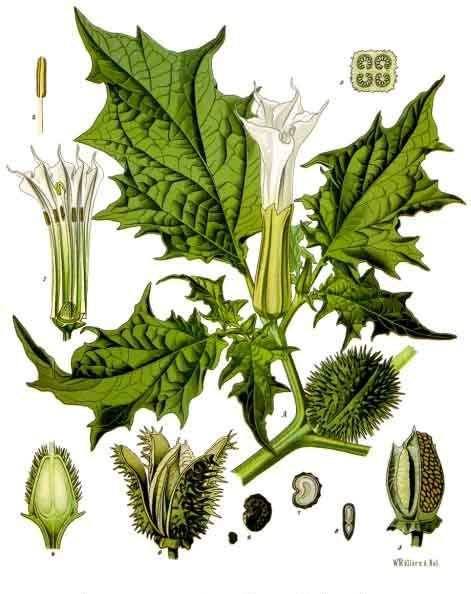
Datura stramonium, coneguda habitualment com a estramoni

Hanaoka es va quedar intrigat quan va saber de la poció mafeisan de Hua Tuo. A partir d'aproximadament 1785, Hanaoka es va embarcar en una recerca per tornar a crear un compost que tingués propietats farmacològiques similars al mafeisan de Hua Tuo. La seva esposa, que va participar en els seus experiments com a voluntària, va perdre la vista a causa dels efectes secundaris adversos. Després d'anys d'investigació i experimentació, finalment va desenvolupar una fórmula que va anomenar tsūsensan (també coneguda com a mafutsu-san). Igual que el de Hua Tuo, aquest compost es compon d'extractes de diverses plantes diferents, incloent:
- 8 parts de yang jin hua (Datura stramonium, herba talpera, castanya talpera, herba de l'asma o herba de l'ofec);
- 2 parts de bai zhi (Angelica dahurica);
- 2 parts de cao wu (Aconitum sp., acònit o tora);
- 2 parts de chuān ban xia (Pinellia ternata);
- 2 parts de chuān xiōng (Ligusticum wallichii, Cnidium rhizome, Cnidium officinale o api de Szechuan);
- 2 parts de dong quai (Angelica sinensis o ginseng femella);
- 1 part de tian nan xing (Arisaema rhizomatum).

Algunes fonts afirmen que l'Angelica archangelica (coneguda habitualment com a angèlica) també era un ingredient.
Segons s'informa, la barreja es mol fins a obtenir una pasta, es bull en aigua, i s'administra com una beguda. Després de 2 a 4 hores el pacient esdevindria insensible al dolor i després cauria en la inconsciència. Depenent de la dosi, podria romandre inconscient durant 6-24 hores. Els ingredients actius del tsūsensan eren l'escopolamina, hiosciamina, atropina, aconitina i angelicotoxina. Quan es consumeix en quantitat suficient, el tsūsensan produeix un estat d'anestèsia general i paràlisi del múscul esquelètic.
Shutei Nakagawa (1773–1850), un amic íntim de Hanaoka, va escriure un petit fullet titulat Mayaku-ko ('pols narcòtica') el 1796. Tot i que el manuscrit original es va perdre en un incendi en 1867, aquest fullet descriu l'estat actual de la investigació de Hanaoka en anestèsia general.

## Ús del tsūsensan com a anestèsic general
Un cop perfeccionada, Hanaoka començà a administrar la seva nova beguda sedant per induir un estat de consciència equivalent o aproximat al de l'anestèsia general moderna per als seus pacients. Kan Aiya (藍屋勘) era una dona de 60 anys, la família de la qual era assetjada pel càncer de mama —Kan era l'última dels seus components vius. El 13 d'octubre de 1804, Hanaoka va realitzar una mastectomia parcial del càncer de mama a Kan Aiya, utilitzant tsūsensan com a anestèsia general. Això és considerat avui per alguns com la primera documentació fiable d'una operació realitzada amb anestèsia general. Gairebé quaranta anys passarien abans que Crawford Williamson Long utilitzés anestèsia general a Jefferson (Geòrgia).
L'èxit de Hanaoka en la realització d'aquesta operació sense dolor aviat es va fer àmpliament conegut, i els pacients van començar a arribar de tot arreu del Japó. Hanaoka va passar a realitzar moltes operacions usant tsūsensan, incloent la resecció de tumors malignes, l'extracció de càlculs en la bufeta, i amputacions de les extremitats. Abans de la seva mort el 1835, Hanaoka havia realitzat més de 150 operacions de càncer de mama. També va idear i modificar els instruments quirúrgics, i va formar i educar a molts estudiants usant la seva pròpia filosofia de praxi mèdica. Hanaoka va atreure molts estudiants, i les seves tècniques quirúrgiques esdevingueren conegudes com el mètode Hanaoka.

## Publicacions

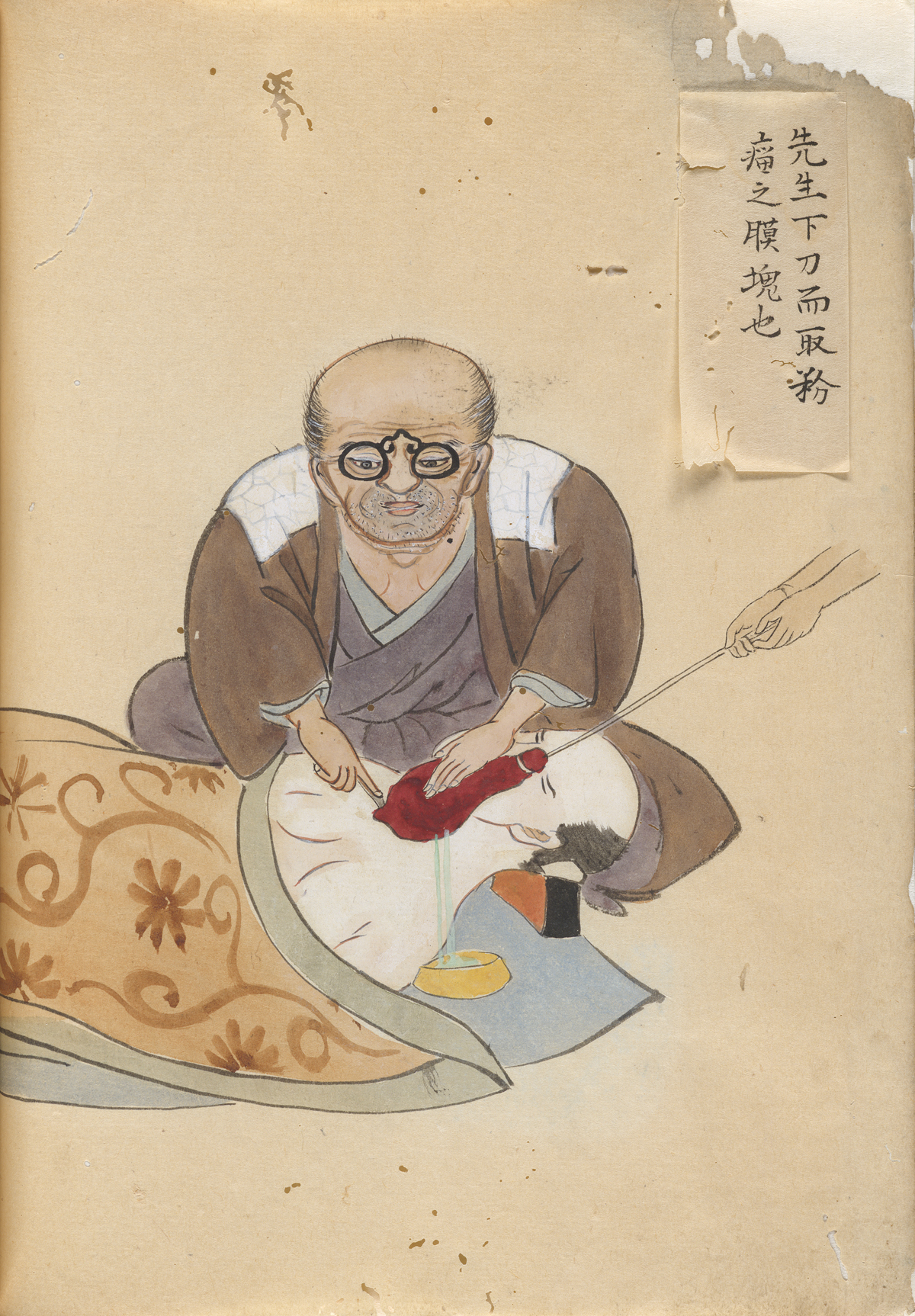
Imatge del Llibre de casos quirúrgics (Kishitsu geryō zukan) per Hanaoka Seishu

Hanaoka va escriure les següents obres. Cal assenyalar que cap d'aquestes es va imprimir com a llibre. Més aviat (com era el costum al Japó en aquest moment), foren tots els manuscrits que després van ser reproduïts pels seus estudiants per al seu ús personal.
- 1805: Nyuigan chiken-roku, un llibre d'un sol volum que ofereix una descripció detallada de la primera operació de Hanaoka de carcinoma mamari.
- 1805: Nyugan saijo shujutsu-zu, un llibre d'un sol volum que ofereix una descripció detallada de la primera operació de Hanaoka de carcinoma mamari.
- 1809: Nyuigan zufu, un emakimono il·lustrat en un rotllo que també descriu el càncer de mama.
- 1,820: Geka tekiyio, un text d'un sol volum.
- 1838: Hanaoka-ke chiken zumaki , un pergamí emakimono il·lustrat que representa 86 casos diferents, incloent la resecció quirúrgica de fibromes i l'elefantiasi dels genitals.
- Data desconeguda:  Hanaoka-shi chijitsu zushiki, un llibre il·lustrat d'un volum que representa les seves operacions per al tractament de condicions com ara fimosi, artritis, necrosi, atrèsia de coanes i hemorroides.
- Data desconeguda: Seishuiidan, una sèrie d'assajos sobre experiències mèdiques i quirúrgiques de Hanaoka.
- Data desconeguda: Yoka Hosen, un text d'un sol volum.
- Data desconeguda: Yoka shinsho, un text d'un volum sobre la cirurgia.
- Data desconeguda: Yoka sagen, un text de dos volums sobre la cirurgia.

Els ensenyaments quirúrgics de Hanaoka també es van conservar en una sèrie de vuit llibres manuscrits d'alumnes seus anònims, però coneguts per nosaltres amb els següents títols: Shoka shinsho, Shoka sagen, Kinso yojutsu, Kinso kuju, Geka chakuyo, Choso benmei, Nyuiganben, i Koho benran. Es desconeixen les dates de tots aquests escrits. Atès que el mateix Hanaoka va fer només còpies manuscrites i no se n'ha publicat mai cap, és dubtós que hi hagi moltes còpies dels seus escrits quirúrgics.

## Llegat
Per bé que es diu que alguns dels seus pacients es van beneficiar del treball de Hanaoka, pel que sembla no va tenir impacte en el desenvolupament de l'anestèsia general a la resta del món. La política nacional d'aïllament del shogunat Tokugawa va impedir que els èxits de Hanaoka es fessin públics fins després que l'aïllament acabés el 1854. Per aquell temps, els científics i metges estatunidencs i europeus ja havien desenvolupat de manera independent diferents tècniques d'anestèsia general. La Societat Japonesa d'Anestesiòlegs però, ha incorporat una representació de la flor de l'estramoni en el seu logotip en honor del treball pioner de Hanaoka.

## Cultura popular
L'escriptora japonesa Sawako Ariyoshi va escriure una novel·la titulada L'esposa del metge (japonès 華岡青洲の妻), basada en la vida real de Hanaoka Seishū barrejada amb un conflicte fictici entre la seva mare i la seva dona. La novel·la fou versionada per al cinema el 1967 en una pel·lícula dirigida per Yasuzo Masumura, Hanaoka Seishū no tsuma (o sigui 'l'esposa de Seishu Hanaoka').